# Farrell (Pensilvania)
Farrell es una ciudad ubicada en el condado de Mercer en el estado estadounidense de Pensilvania. En el año 2010 tenía una población de 5111 habitantes y una densidad poblacional de 1000 personas por km².

## Geografía
Farrell se encuentra ubicada en las coordenadas 41°12′42″N 80°29′39″O / 41.21167, -80.49417.

## Demografía
Según la Oficina del Censo en 2000 los ingresos medios por hogar en la localidad eran de $22 659 y los ingresos medios por familia eran $28 935. Los hombres tenían unos ingresos medios de $32 800 frente a los $20 729 para las mujeres. La renta per cápita para la localidad era de $14 532. Alrededor del 26,4% de la población estaba por debajo del umbral de pobreza.